# Franck Ribéry
Franck Henry Pierre Ribéry (Boulogne-sur-Mer, 7 d'abril de 1983) és un futbolista professional francès que actualment juga a l'ACF Fiorentina.
Juga principalment com a lateral, preferentment a la banda esquerra tot i que és dretà, i és conegut pel ritme, energia, habilitat i passades precises. Ribéry es descriu com un jugador que és ràpid, fort i un excel·lent jugador amb pilota, que té un gran control amb la pilota als peus. Des que va fitxar pel Bayern de Múnic el 2007 ha estat reconegut en l'escena mundial com un dels millors jugadors francesos de la seva generació. L'extalismà de la selecció francesa, Zinédine Zidane, ha titllat Ribéry de la "joia del futbol francès".

## Trajectòria esportiva
L'any 2001 va debutar amb l'US Boulogne, de la seva ciutat natal. En temporades posteriors, va jugar a l'Olympique Alès, l'Stade Brestois 29 i el FC Metz. El gener del 2005 va ser traspassat al Galatasaray Spor Kulübü, al què va ajudar a guanyar la Copa de Turquia de 2005, gràcies a un gol crucial a les semifinals. Tot i així, el juny d'aquell any va abandonar el club per a unir-se a l'Olympique de Marsella. El club turc va recórrer el traspàs a la FIFA, qui encara no ha pres una decisió final sobre l'afer.
El 2007 Ribéry va fitxar pel FC Bayern de Múnic, firmant un contracte que el lligaria a l'equip alemany fins al 30 de juny de 2011. A la premsa s'especula que el valor del traspàs degué rondar els 25 milions d'euros, més 4 milions si el Bayern es classificava per a la Champions League a la temporada 2007/08. No obstant això, el director esportiu del Bayern no va voler revelar la quantitat de diners que varen haver de desemborsar el conjunt bavarès pel passi del jugador francès. Per petició de l'Olympique de Marsella s'ha decidit no revelar la suma de la transferència, aleshores el fitxatge més car en la història de la Lliga alemanya de futbol.
El 25 de maig de 2013 formà part de l'equip titular del Bayern de Múnic que esdevingué campió de la Lliga de Campions de la UEFA 2012-13 en derrotar el Borussia de Dortmund a la final.
El 21 de desembre de 2013 formà part de l'equip titular del Bayern de Múnic que esdevingué campió del Campionat del Món de Clubs de futbol 2013, a Marràqueix, Marroc, en derrotar per 2-0 el Raja Casablanca.
El 2014 fou escollit millor migcampista ofensiu d'Europa, segons un estudi de l'observatori del Centre Internacional d'Estudis de l'Esport.

## Vida personal
- Quan tenia 2 anys va patir un greu accident automobilístic que li va deixar profundes cicatrius a la cara.
- El 2002 Ribéry es va convertir a l'islam. El seu nom musulmà és Bilal. La seva dona, Wahiba Belhami és algeriana. Tenen una filla nascuda el 2005.

## Selecció francesa
La seva primera convocatòria internacional amb la selecció de futbol de França va ser al Mundial d'Alemanya 2006, substituint el centrecampista del FC Barcelona Ludovic Giuly i on la selecció gal·la va quedar subcampiona. Ribéry va ser titular a tots els partits del campionat.

### Participacions en Copes del Món
| Mundial                        | Seu        | Resultat     |
| ------------------------------ | ---------- | ------------ |
| Copa del Món de Futbol de 2006 | Alemanya   | Subcampió    |
| Copa del Món de Futbol de 2010 | Sud-àfrica | Primera fase |

## Clubs
| Club                  | País     | Any       |
| --------------------- | -------- | --------- |
| US Boulogne           | França   | 2001-2002 |
| Olympique Alès        | França   | 2002-2003 |
| Stade Brestois 29     | França   | 2003-2004 |
| FC Metz               | França   | 2004-2005 |
| Galatasaray           | Turquia  | 2005      |
| Olympique de Marsella | França   | 2005-2007 |
| FC Bayern de Múnic    | Alemanya | 2007-     |

## Palmarès

### Campionats estatals
| Títol                        | Club            | País     | Any  |
| ---------------------------- | --------------- | -------- | ---- |
| Copa turca de futbol         | Galatasaray     | Turquia  | 2005 |
| Copa alemanya de futbol      | Bayern de Múnic | Alemanya | 2008 |
| Lliga alemanya de futbol     | Bayern de Múnic | Alemanya | 2008 |
| Copa alemanya de futbol      | Bayern de Múnic | Alemanya | 2010 |
| Lliga alemanya de futbol     | Bayern de Múnic | Alemanya | 2010 |
| Supercopa alemanya de futbol | Bayern de Múnic | Alemanya | 2010 |
| Supercopa alemanya de futbol | Bayern de Múnic | Alemanya | 2012 |
| Copa alemanya de futbol      | Bayern de Múnic | Alemanya | 2013 |
| Lliga alemanya de futbol     | Bayern de Múnic | Alemanya | 2013 |
| Copa alemanya de futbol      | Bayern de Múnic | Alemanya | 2014 |
| Lliga alemanya de futbol     | Bayern de Múnic | Alemanya | 2014 |
| Lliga alemanya de futbol     | Bayern de Múnic | Alemanya | 2015 |
| Lliga alemanya de futbol     | Bayern de Múnic | Alemanya | 2016 |
| Copa alemanya de futbol      | Bayern de Múnic | Alemanya | 2016 |
| Supercopa alemanya de futbol | Bayern de Múnic | Alemanya | 2016 |
| Lliga alemanya de futbol     | Bayern de Múnic | Alemanya | 2017 |
| Supercopa alemanya de futbol | Bayern de Múnic | Alemanya | 2017 |
| Lliga alemanya de futbol     | Bayern de Múnic | Alemanya | 2018 |
| Supercopa alemanya de futbol | Bayern de Múnic | Alemanya | 2018 |
| Lliga alemanya de futbol     | Bayern de Múnic | Alemanya | 2019 |
| Copa alemanya de futbol      | Bayern de Múnic | Alemanya | 2019 |

### Campionats internacionals
| Títol                                | Club                  | País            | Any  |
| ------------------------------------ | --------------------- | --------------- | ---- |
| Copa Intertoto de la UEFA            | Olympique de Marsella | França          | 2005 |
| Champions League                     | Bayern de Múnic       | Alemanya        | 2013 |
| Supercopa d'Europa                   | Bayern de Múnic       | República Txeca | 2013 |
| Campionat del món de clubs de futbol | Bayern de Múnic       | Marràqueix      | 2013 |

### Distincions individuals
| Distinció                                | Any       |
| ---------------------------------------- | --------- |
| Jugador juvenil de la Ligue 1            | 2006      |
| Millor jugador de la Fussball Bundesliga | 2007-2008 |